# Saturday Night Slam Masters
Saturday Night Slam Masters, conocido en Japón como Muscle Bomber: The Body Explosion (マッスルボマー ザ・ボディー・エクスプロージョン?), es un videojuego de lucha lanzado para el CP System por Capcom. El juego presenta diseños de personajes del artista de manga Tetsuo Hara, famoso por Fist of the North Star.
El juego fue seguido por una versión actualizada titulada "Muscle Bomber Duo: Ultimate Team Battle" en 1993, y una secuela llamada "Ring of Destruction: Slam Masters II" en 1994.

## Jugabilidad
El "Slam Masters" original se juega como un juego de lucha tradicional, solo que el juego usaba una vista similar a la que se usa comúnmente en el género de los juegos de lucha. El juego utiliza una configuración de tres botones (agarrar, atacar y saltar).
Cada personaje tiene dos ataques especiales: una técnica sin agarre y un finalizador. Cuando el medidor de vida de un oponente se agota, debe ser inmovilizado por un conteo de tres o obligado a someterse. Derrotar a todos los demás luchadores resulta en ganar el cinturón del campeonato, que luego debe ser defendido contra toda la lista.
Hay dos modos de juego: Partida única, donde el jugador pelea en una serie de enfrentamientos uno contra uno contra la CPU; y Team Battle Royale, donde el jugador y otro compañero (controlado por otro jugador o por la CPU) compiten en una serie de partidos de dos contra dos. El juego puede ser jugado por hasta cuatro jugadores.

## Personajes
El juego cuenta con una lista jugable de diez luchadores. Solo ocho de los luchadores se pueden seleccionar en el modo Single Match. Los dos restantes: Jumbo y Scorpion, son personajes jefes no jugables en Single Match y solo se pueden seleccionar en Team Battle Royale. En la localización inglés, Capcom cambió los nombres de todos los personajes y modificó gran parte de la historia de fondo. Los nombres en inglés se utilizan en este artículo, seguidos de los nombres japoneses originales (cuando difieren) entre paréntesis.
- Biff Slamkovich (アレクセイ・ザラゾフ?  Aleksey Zalazof) – El principal protagonista de la serie. En la versión japonesa del juego, Zalazof es un luchador ruso que entrenó con Haggar junto a su rival, Gunloc. No se establece tal conexión de personajes en la versión en inglés, aunque Biff hace una referencia a "Camarada Zangief" en su cita perdedora. Alex de Street Fighter III tiene un gran parecido con Biff.
- Gunloc (ラッキー・コルト?  Lucky Colt) – En la versión japonesa del juego Colt es otro aprendiz del rival de Haggar y Zalazof, y explica los estilos de lucha similares. La versión en inglés implica que Gunloc es un pariente de Guile (de Street Fighter II), una relación de personajes que se mencionó nuevamente en el Street Fighter: The Movie juego de arcade donde se revela que Gunloc es el hermano de Guile.
- The Great Oni (ミステリアス・ブドー?  Mysterious Budo) – Un luchador japonés que se viste con un tema parecido al kabuki. Al parecer, es un rival de El Stingray.
- Titanic Tim (タイタン・ザ・グレート?  Titan the Great) – Un enorme luchador inglés que usa tanto su tamaño como su fuerza para intimidar a sus oponentes. Su historia de fondo explica que una vez fue compañero de equipo de Birdie de la serie Street Fighter.
- El Stingray (エル・スティンガー?   El Stinger) – Un luchador mexicano que asombra a la multitud con su alta velocidad y técnicas.
- Mike "Macho" Haggar (マイク・”マチョ”・ハガー?) – Originalmente uno de los personajes principales de Final Fight. La versión japonesa establece que la aparición de Haggar en este juego tiene lugar antes de ser elegido alcalde en "Final Fight". Sin embargo, la versión en inglés se refiere a Haggar como el "ex alcalde de Metro City". Su hija, Jessica (también de Final Fight), a veces entra al ring para celebrar con él cuando gana un combate.
- Alexander the Grater (シープ・ザ・ロイヤル?  Sheep the Royal) – Un luchador australiano que tiene una actitud despiadada en el ring.
- King Rasta Mon ("ミッシングIQ" ゴメス?  "Missing IQ" Gomes) – Un hombre salvaje y fiero que actúa como una bestia salvaje en combate. Siempre está acompañado por su mono mascota, Freak, que resulta ser su "manager".
- Jumbo Flapjack (キマラ・ザ・バウンサー?  Kimala the Bouncer) – Un luchador muy grande y sádico que disfruta haciendo sangrar a sus oponentes. Es la mano derecha del Scorpion y es el penúltimo subjefe del juego.
- The Scorpion (アストロ?  The Astro) – El jefe final del juego y el principal antagonista de la serie. Un misterioso luchador enmascarado cuya verdadera identidad e historia está envuelta en misterio y oscuridad. También es conocido por ser el líder de la BWA (Blood Wrestling Association).

### Serie
La siguiente tabla resume las apariciones de todos los personajes de la serie "Slam Masters". Una celda verde significa que el personaje está presente en esa serie. Un glóbulo rojo significa que el personaje está ausente de esa serie. Una celda amarilla significa que el personaje está presente en la serie, pero no se puede jugar como. (es decir: NPC Bosses o cameos finales).
| Character            | Saturday Night | Muscle Bomber Duo | Ring of Destruction |
| -------------------- | -------------- | ----------------- | ------------------- |
| Biff Slamkovich      | Sí             | Sí                | Sí                  |
| Gunloc               | Sí             | Sí                | Sí                  |
| The Great Oni        | Sí             | Sí                | Sí                  |
| Alexander the Grater | Sí             | Sí                | Sí                  |
| Titanic Tim          | Sí             | Sí                | Sí                  |
| El Stingray          | Sí             | Sí                | Sí                  |
| King Rasta Mon       | Sí             | Sí                | Sí                  |
| Mike Haggar          | Sí             | Sí                | Sí                  |
| Jumbo Flapjack       | CPU            | Sí                | Sí                  |
| Black Widow          | No             | No                | Sí                  |
| The Wraith           | No             | No                | Sí                  |
| Rip Saber            | No             | No                | Sí                  |
| The Scorpion         | CPU            | Sí                | Sí                  |
| Victor Ortega        | Cameo          | Solo en la intro  | Sí                  |

## Ports
El "Slam Masters" original fue adaptado a Super Nintendo, Sega Genesis y FM Towns Marty. La versión Super NES conserva el modo Team Battle Royale (que se puede jugar con el multitap para hasta cuatro jugadores), mientras que la versión Genesis lo reemplaza con un modo Death Match exclusivo. La versión Genesis es también la única versión del juego que permite al jugador seleccionar The Scorpion y Jumbo para el modo Single Battle. En contraste con la versión arcade, que solo usaba el arte de Tetsuo Hara para ilustraciones promocionales, las versiones de consola de Slam Masters para Super NES y Genesis usan el arte real de Hara en el juego.

## Recepción
En Japón, "Game Machine" incluyó "Saturday Night Slam Masters" en su número del 1 de septiembre de 1993 como la sexta unidad de juegos de mesa de mayor éxito del año.
Al revisar la versión de Super NES, GamePro elogió la jugabilidad de cuatro jugadores, la variedad de movimientos y los toques gráficos únicos de cada uno de los personajes. Concluyeron: "Si quieres un respiro de los intensos juegos de lucha, este carro de lucha es un descanso refrescante".
Un crítico de Next Generation analizó la versión de Genesis, diciendo que el juego es genérico y no original, y que solo el anillo de alambre de púas en el Death Match "[guarda] el juego de ser horrible". Instó a los fanáticos de la lucha libre a obtener "WWF Raw" en su lugar.
Video Games The Ultimate Gaming Magazine le dio a la versión Super NES una puntuación general de 8/10 elogiando los colores y sonidos, los controles suaves de los personajes y la jugabilidad como "tremendamente brutal". Declarar el juego como "Una gran versión casera de un gran juego de arcade".

## Secuelas

### Muscle Bomber Duo
Muscle Bomber Duo: Ultimate Team Battle, lanzado en Japón como   'Muscle Bomber Duo: Heat Up Warriors'  , es una versión actualizada del  Slam Masters  original que elimina el modo Single Match del juego original, centrándose únicamente en el modo de batalla en equipo dos contra dos. El mismo personaje ahora puede ser elegido por más de un jugador y cada luchador ahora tiene dos movimientos especiales adicionales: un ataque lateral dual y un movimiento de vacío.  Duo  es el único juego de la serie que conserva el título de  Muscle Bomber  para sus lanzamientos internacionales.
Aunque los jugadores pueden elegir y elegir su equipo como les plazca, hay cinco combinaciones "oficiales" que el juego reconocerá y les dará un nombre. Los equipos de etiqueta oficiales son los siguientes:
- Hyper Cannons (Biff and Gunloc)
- Exotic Warriors (Rasta and Oni)
- Deadly Brothers (Titan and Stingray)
- Knuckle Busters (Haggar and Grater)
- Silent Assassins (Scorpion and Jumbo)

### Ring of Destruction
Ring of Destruction: Slam Masters II, lanzado en Japón como   'Super Muscle Bomber: The International Blowout'  , es la secuela adecuada de  Slam Masters , ahora un juego de CP System II. A diferencia del original, este juego nunca fue portado.
El formato del juego se cambió para jugar más como un tradicional uno a uno  juego de lucha 2D con la acción restringida a un avión (similar a "Street Fighter II"), aunque con énfasis en la lucha. Los controles se actualizaron a cinco botones: dos botones de golpe, dos botones de retroceso y un botón de agarre. El objetivo de cada partido es agotar la barra de vida del oponente en dos de cada tres rondas. Ya no es posible que el jugador inmovilice a su oponente para ganar una partida, aunque se han conservado todos los demás movimientos de estilo de lucha libre.
Regresaron los diez personajes del  Slam Masters  original, junto con cuatro nuevos personajes seleccionables:
- Victor Ortega (ヴィクター・オルテガ?) – Un luchador campeón legendario que desapareció del ring durante años y ha salido de su retiro. Ortega fue el luchador que apareció en las intros del primer y segundo juego. Su movimiento especial es el telón de fondo.
- The Wraith (ザ・レイス?) – Un luchador de temática sobrenatural de Nueva Delhi, India. Su movimiento especial es la guillotina.
- Rip Saber (リップ・セイバー?) – Un luchador de temática militar de Calgary, Canadá que ataca con armas peligrosas.
- Black Widow (ブラック・ウィドー?) – Un luchador completamente disfrazado de Hannover, Alemania con un motivo de araña. El final de Widow revela que en realidad es una luchadora disfrazada. Su movimiento especial es el Frankensteiner. Widow se menciona en la secuencia final de Hugo en Street Fighter III: 2nd Impact.

En Japón, "Game Machine" incluyó "Ring of Destruction: Slam Masters II" en su número del 1 de noviembre de 1994 como la novena unidad de juegos de mesa de mayor éxito del año.

## En otros medios
En el episodio de la serie animada " Street Fighter" "New Kind of Evil", Mike Haggar aparece en una pelea contra Blanka y las formas humanas de los tres chicos que se convierten en monstruos se parecen a los de Gunloc, The Great Oni y Titanic Tim. También se menciona en el juego de arcade de 1994 "Street Fighter: The Movie" que el personaje de "Blade" es en realidad un agente encubierto llamado Gunloc disfrazado como uno de los Shock Troops de Bison, y se muestra que es el hermano de Guile (jugando en el conocido rumor de que los dos están relacionados). Esto no es canon para ninguna de las series de juegos, ya que la versión japonesa de Slam Masters no lo tiene relacionado con Guile de ninguna manera, o forma, y esta conexión hecha entre los dos probablemente no sea más que una referencia a un rumor del juego.